# 陳政 (天順進士)
陳政（1439年—？），字以正，江西瑞州府新昌縣人，明朝政治人物。進士出身。

## 生平
江西鄉試第七十名。天順八年（1464年）甲申科會試第一百二名，殿試登進士第二甲第二十七名。

## 家族
曾祖父陳德可。祖父陳昇遠。父亲陳韞玉。